# Promeces
Promeces is een kevergeslacht uit de familie van de boktorren (Cerambycidae). De wetenschappelijke naam van het geslacht werd voor het eerst geldig gepubliceerd in 1834 door Audinet-Serville.

## Soorten
Promeces omvat de volgende soorten:
- Promeces aurolimbus Tippmann, 1959
- Promeces basalis Schmidt, 1922
- Promeces fuelleborni Schmidt, 1922
- Promeces kuntzeni Müller, 1941
- Promeces longipes (Olivier, 1795)
- Promeces masai Juhel & Bentanachs, 2009
- Promeces puncticollis Gestro, 1895
- Promeces suturalis (Harold, 1878)
- Promeces testaceipennis (Aurivillius, 1915)